# Michał Superlak
Michał Superlak (* 16. November 1993) ist ein polnischer Volleyballspieler.

## Karriere
Superlak begann seine Karriere bei SMS PZPS Spała. 2012 wechselte er zu Zaksa Kędzierzyn-Koźle. Nach einer Saison bei TS Victoria PWSZ Wałbrzych war er von 2016 bis 2018 bei Effector Kielce aktiv. Danach spielte der Diagonalangreifer jeweils eine Saison bei Gwardia Wrocław und MKS Będzin. In der Saison 2020/21 wurde er mit Projekt Warschau Dritter und erreichte damit seinen größten Erfolg in der polnischen Liga. 2022 wurde Superlak vom deutschen Bundesligisten VfB Friedrichshafen verpflichtet. Mit Friedrichshafen erreichte er im DVV-Pokal 2022/23 das Halbfinale und wurde im Playoff-Finale gegen Berlin deutscher Vizemeister. 2023/24 unterlagen der VfB den Berliner sowohl im DVV-Pokal-Achtelfinale als auch erneut im Playoff-Finale. Superlak spielt 2024/25 weiterhin für Friedrichshafen.